# Atna Peaks
L'Atna Peaks és un estratovolcà o volcà en escut erosionat que es troba a les muntanyes Wrangell a l'est d'Alaska. Es troba a l'interior del Parc Nacional Wrangell-Sant Elias, a uns 10 quilòmetres a l'est del Mont Blackburn, el segon volcà més alt dels Estats Units, i just al sud de l'enorme glacera Nabesna.
El cim principal té 4.225 msnm. El cim secundari, amb 4.150 m, es troba un km a l'est d'aquest. Un tercer cim, amb 4.048 m, el Pic Parka, es troba uns 3 km a l'est. Les parets escarpades i rocoses de la cara sud d'aquests tres pics formen part del circ de la glacera de Kennicott.

## El nom
L'Atna Peaks fou batejat el 1965 per part de la primera ascensió del Club de Muntanyisme d'Alaska. El nom escollit fou degut al fet que els pics es troben a la vora de la conca del Riu Copper i l'antic nom indi d'aquest riu era Atna.